# Eddie Lockjaw Davis

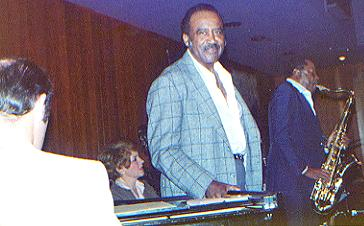
Eddie Lockjaw Davis mit Sweets Edison in der Village Jazz Lounge in Walt Disney World

Eddie „Lockjaw“ Davis, auch genannt Jaws oder Lock, (* 2. März 1922 in New York als Edward Davis; † 3. November 1986 in Culver City, Kalifornien) war ein US-amerikanischer Jazz-Tenorsaxophonist und Komponist.

## Leben und Wirken
Zunächst spielte der Tenorsaxophonist, der sich mittels Noten und einem Instrument aus dem Pfandhaus das Spielen selbst beibrachte und schon acht Monate später sein erstes Engagement hatte, 1942 bis 1944 bei Cootie Williams, dann bei Lucky Millinder, in Louis Armstrongs letzter Bigband sowie von 1945/46 bei Andy Kirk. Daneben wirkte er an den Sessions der Bebop-Musiker in Clark Monroes Uptown House, spielte mit Roy Eldridge, Ace Harris, Gerald Wilson und bei Billie Holiday, die ihn 1946 für das Esquire Jazz Book in ihre Traumband wählte.
1946 gründete er seine eigene Rhythm-&-Blues-geprägte Gruppe und gab sein Aufnahmedebüt; aus dieser Zeit stammt angeblich auch sein Spitzname: Um Tantiemen zu sparen, nannten die kleinen Plattenlabels die bekannten Standards oft um – Eddie Davis hatte mit Lockjaw (Kieferstarrkrampf) einen Riesenerfolg und dieser „Spitzname“, der auch zu „Lock“ oder „Jaw“ abgekürzt wurde, blieb ihm zeitlebens erhalten.  Mit seiner Combo bildete er die Hausband im Minton’s Playhouse; sie trat außerdem im Royal Roost auf. In dieser Zeit arbeitete er mit Tadd Dameron und dem früh verstorbenen Trompeter Fats Navarro zusammen.
Seit 1952 war er bei Count Basie als Saxophonist, zeitweise auch als Manager der Basie Band beschäftigt; er kehrte 1957, 1964/65, 1966 und von 1967 bis 1973 in dessen Orchester zurück. Zwischen 1955 und 1960 unterhielt er ein festes Trio (aus Tenor, Orgel und Schlagzeug), dem u. a. die Organistin Shirley Scott angehörte und das in Count Basies Lokal in Harlem auftrat. Für seine damaligen Alben für Prestige Records wurde das Trio um weitere Musiker ergänzt; hinzu kamen etwa der Bassist George Duvivier, der Shirley Scott die Fußarbeit abnahm und der Flötist Jerome Richardson. Aufsehen erregten seine Anfang der 1960er Jahre entstanden Alben mit Harry „Sweets“ Edison wie Jawbreakers (1962). Dessen zarter, anschmiegsamer Stil bildete einen Kontrast zu dem eher erhitzten Davis. 1960 hatte Davis Gelegenheit, für Trane Whistle eine Bigband zusammenzustellen, in der u. a. Clark Terry, Melba Liston, Eric Dolphy und Jimmy Cleveland spielten – die Arrangements lieferte Oliver Nelson, der auch die meisten Kompositionen schrieb, darunter sein berühmtes Stolen Moments in einer ersten Version. Im selben Jahr entstand gemeinsam mit seinem großen Vorbild Coleman Hawkins das Album Night Hawk.
Im Jahr 1961 wirkte er an dem Album Carmen McRae Sings Lover Man and Other Billie Holiday Classics mit. Mit seiner Prestige-Reihe The Eddie Lockjaw Davis Showcase setzte er sich für die Förderung kaum bekannter Talente ein; so begleitete er mit seiner Band Blues-Vokalisten wie Al Smith oder Mildred Anderson, die beide nie den großen Durchbruch erreichten.
Zwischen 1960 und 1962 leitete er gemeinsam mit dem Tenorkollegen Johnny Griffin ein bei Jazzfreunden populäres Quintett mit Junior Mance, Larry Gales und Ben Riley, das mehrere Platten aufnahm und später mehrere Wiedervereinigungen erlebte; anschließend arbeitete er 1963/64 vorübergehend als Musikagent. Außerhalb des Quintetts experimentierte Davis mit Latin Jazz (Afro-Jaws), u. a. mit Clark Terry und Ernie Royal.
Davis kehrte nochmals zu Basie zurück und spielte in der Kenny Clarke/Francy Boland Big Band; auch hatte er Gruppen mit Roy Eldridge (1974) und mit „Sweets“ Edison (1975–1982); in dieser Zeit war er Norman Granz’ Label Pablo Records verbunden und trat mit Zoot Sims, Tommy Flanagan, Oscar Peterson, Ella Fitzgerald, Dizzy Gillespie und Milt Jackson in den von Granz zusammengestellten All-Star-Formationen auf, so 1977 auf dem Montreux Jazz Festival. Zu den Höhepunkten der Diskographie des späten Davis gehört das Album Straight Ahead. 1983 kam es zu einer letzten Reunion mit Basie in der Formation The Kansas City Seven.
Davis arbeitete ab den 1970er Jahren auch häufig mit europäischen Musikern zusammen, so mit Niels-Henning Ørsted Pedersen, Georges Arvanitas, Alex Riel, Isla Eckinger und Jesper Lundgaard. Zwischen 1974 und 1985 gastierte er regelmäßig im Wiener Jazzland, wo er in 12 Jahren insgesamt 18 Wochen mit österreichischen Jazzmusikern auftrat. 1982 spielte er mit dem Michael Starch Trio und Karl Ratzer das Album Land of Dreams ein
1982 gastierte er in einem Battle of the Saxes auf dem Jazzfest Berlin.
Als einer seiner letzten Ehrungen erhielt er 1986 den Lifetime Achievement Award von der Los Angeles Jazz Society. Zu seinen zahlreichen Kompositionen zählen Hey Lock!, Foxy, Three Deuces und Very Saxy.

## Sein Stil
„Lockjaw“ Davis spielte ein robustes und voluminöses Tenor; aufgrund seines kraftvollen Tons entwickelte er einen individuellen und unnachahmlichen Stil, der sich durch eigenwillige Wendungen und eine expressive Phrasierung auszeichnete. Kennzeichen war sein extrovertiertes, erdig-robustes Spiel „mit knurrenden, röhrenden, dabei aber brillantem Ton“.
Mit all seinen von Blues und Gospel getränkten Aufnahmen hatte sich Davis schon in den 1950er Jahren auf einer ähnlichen Linie wie die Hardbop-Musiker befunden. Dabei stellte sein Spiel „eine eigenständige Alternative zu den von ‚Modernisten‘ wie Sonny Rollins und John Coltrane gesetzten Trends.“ Sein Credo war: “I don’t want to be typed, but simplicity is my theme and I do want to stay close to basic ingredients”. An anderer Stelle sagte er: „Ich habe nicht experimentiert oder mich weiterentwickelt, sondern versucht, das Ohr des Publikums durch Einfachheit zu erreichen - mit Melodie, einer einfachen improvisierten Linie, in Auftritten, die nicht zu lang waren.“

## Tod
Davis starb im Alter von 64 Jahren an Morbus Hodgkin.

## Trivia
Inwieweit Lockjaw Records sich auf seinen Spitznamen beziehen, ist nicht bekannt, die Rockgruppe Lockjaw wählte ihren Bandnamen mehr oder weniger zufällig.

## Diskografische Hinweise
- Eddie Lockjaw Davis 1946–1947 (Classics) mit Fats Navarro, Sadik Hakim, Al Haig
- Rarest Sessions of the 40's (Raretone 1946–1948) mit Sadik Hakim, Al Haig, Shad Collins
- Eddie Lockjaw Davis 1948–1952 (Classics) mit Wynton Kelly, Billy Taylor, Freddie Green, Oscar Pettiford
- Tenor Battles 1954 (Phoenix Jazz) mit Sonny Stitt
- Modern Jazz Expressions 1955 (Sing) mit Doc Bagby, Charlie Rice
- Uptown (Contact Record – Denmark 1955–1958) mit Doc Bagby, Charlie Rice, Shirley Scott, Bill Pemberton
- Eddie’s Function 1957 (Affinity) mit Shirley Scott
- Count Basie presents Eddie Davis (Roulette – 1957) mit Joe Newman, Shirley Scott, George Duvivier, Butch Ballard
- Cookbook, Vol.1 & 2 (Prestige/OJC, 1958), mit Shirley Scott, George Duvivier, Arthur Edgehill (dr), Jerome Richardson
- Jaws (Prestige – 1957) mit Shirley Scott, George Duvivier, Arthur Edgehill
- Very Saxy (OJC, 1959) mit Coleman Hawkins, Arnett Cobb, Buddy Tate
- Jaws in Orbit (Prestige 1959) mit Shirley Scott, George Duvivier
- Stolen Moments – Lockjaw Davis Bigband (Prestige 1960) mit Clark Terry, Melba Liston, Jimmy Cleveland, Oliver Nelson, Eric Dolphy, Richard Wyands, Roy Haynes – Arrangements by Ernie Wilkins
- Tough Tenors (1960) mit Johnny Griffin, Junior Mance, Ben Riley, Larry Gales
- Griff and Lock (Jazzland – 1960) mit Johnny Griffin, Junior Mance, Ben Riley, Larry Gales
- The First Set (Prestige – 1961) mit Johnny Griffin, Junior Mance, Ben Riley, Larry Gales
- The Late Show (Prestige – 1961) mit Johnny Griffin, Junior Mance, Ben Riley, Larry Gales
- Blues Up and Down (OJC, 1961); The Tenor Scene (OJC, 1961)  mit Johnny Griffin
- Live at Mintons (Prestige, 1961) mit Johnny Griffin, Junior Mance, Ben Riley
- Afro-Jaws (Fantasy – 1961) mit Clark Terry, Ray Barretto
- Streetlights (1962) mit Don Patterson (org)
- Battle Stations (Prestige, 1963) mit Johnny Griffin und Norman Simmons
- Misty (Moodsville 1963) mit Shirley Scott
- Save your Love for me (Bluebird – 1966) mit Joe Newman, Thad Jones, Hank Jones, Jay Jay Johnson, Frank Wess
- The Fox and the Hounds (RCA 1966) mit Jerome Richardson, Bobby Plater, Frank Wess, Billy Mitchell, Ernie Royal, Joe Newman, Thad Jones, Snooky Young, Urbie Green, Hank Jones, George Duvivier, Grady Tate
- Love Calls (RCA – 1967) mit Paul Gonsalves, Roland Hanna, Everett Barksdale, Ben Tucker, Grady Tate
- Light and Lovely (Black and Blue 1975) mit Harry Edison, Gerry Wiggins, Major Holley, Oliver Jackson
- Eddie Lockjaw Davis (Storyville, 1975) with Michel Attenoux
- Jaws strikes again (Black & Blue, 1976) mit Wild Bill Davis, Billy Butler, Oliver Jackson
- Straight Ahead (Pablo 1976) mit Tommy Flanagan, Keter Betts, Bobby Durham
- Straight Blues (Prestige, 1976) mit Count Basie, Harry Edison
- Eddie Davis & Wild Bill Davis; Vol.1&2 (Black & Blue 1976) mit Wild Bill Davis, Oliver Jackson
- Opus Funk; Vol.1&2 (Storyville 1976) mit Harry Edison, Kenny Drew
- Swingin' till the Girls come Home (Steeplechase 1976) mit Thomas Clausen, Alex Riel
- Montreux 77 (Pablo Live 1977) mit Oscar Peterson, Ray Brown, Jimmy Smith
- Leapin’ on Lenox (Black & Blue, 1978) mit Eddie „Cleanhead“ Vinson, Milt Buckner, Milt Hinton, J. C. Heard
- All of Me (All Life – 1978) mit Harry Edison, Pierre Michelot, Sam Woodyard
- The Heavy Hitter (Muse Records 1979) mit Albert Daily, George Duvivier, Victor Lewis
- Sonny, Sweets and Jaws (Kingdom 1981) mit Sonny Stitt, Harry Edison, Eddie Higgins, Duffy Jackson
- Eddie Lockjaw Davis (Enja – 1981) mit Horace Parlan, Reggie Johnson, Alvin Queen
- Live at the Widder – Zürich 1982 Vol. 1 & 2 – mit Gustav Csik, Isla Eckinger, Oliver Jackson
- Land of Dreams (Tilly Disc 1982) – mit Karl Ratzer, Michael Starch, Viktor Plasil
- Jazz at the Philharmonic (Pablo 1983) – mit Harry Edison und Al Grey
- All of Me (Steeplechase – 1983) – mit Kenny Drew